# Los Arcos (Navarra)
Los Arcos es una villa y un municipio español de la Comunidad Foral de Navarra, situado en la merindad de Estella, en la comarca de Estella Oriental y a 62 km de la capital de la comunidad, Pamplona. Su población en 2024 fue de 1191 habitantes (INE).

## Símbolos
El escudo de armas de la villa de Los Arcos tiene el siguiente blasón:

Partido: 1.° de azur y dos arcos de oro tendidos uno sobre el otro, con las puntas de las flechas hacia arriba. 2.° de gules y un castillo de oro mazonado de azur. En bordura de gules las cadenas de Navarra de oro.

Así figura en el Salón del Trono del Palacio de Navarra y en el Ayuntamiento de Los Arcos. Estas armas fueron concedidas a la villa por Sancho el de Peñalén tras la batalla de Valdegón. Hay constancia de varios sellos usados por la villa. Uno de 1273 en el cual se representa una saeta con la punta de la flecha hacia arriba que está guardado en el Ayuntamiento de Pamplona. Otro de 1291, con el motivo del arco en campo floreado, rodeado de cuatro escudetes con las armas de Navarra y Champaña. y otro de 1396 cuyo blasón es Partido: 1.° de Navarra. 2.° de Champaña con dos flores de lis, sumado del arco.

## Geografía
La villa de Los Arcos se sitúa en la parte occidental de la Comunidad Foral de Navarra, en la Navarra Media Occidental y en Tierra Estella. Su término municipal tiene una superficie de 57,67 km² y limita por el norte con Sorlada, Mues y Etayo; por el este con Villamayor de Monjardin, Barbarin y Sesma; por el sur con Lazagurría y Mendavia; y por el oeste con Desojo, Sansol y El Busto.

### Distancias
- De Madrid a: 416 km
- De Pamplona a: 59 km
- De Logroño a: 29 km
- De Estella a: 21 km
- De Lodosa a: 22 km

### Relieve e hidrografía
El término municipal es fundamentalmente llano suavemente ondulado. El núcleo urbano está situado a 438 m s. n. m. en la margen izquierda del río Odrón, el cual riega el territorio, hasta desaguar en el Ebro. Las mayores altitudes del municipio son: Valdelaguardia (585 m s. n. m.), Lomba (562 m s. n. m.), El Carcal (500 m s. n. m.) y Peñas Blancas (540 m s. n. m.).
Las condiciones del terreno, llano, margoso y regado por el río, son plenamente favorables a la agricultura.

### Clima
El clima de la zona es de tipo mediterráneo y se caracteriza por tener un índice de precipitaciones moderadas registrándose al año de 500 a 600 mm y produciéndose una media de 60 a 80 días lluviosos y por tener los veranos secos. la temperatura media anual oscila entre 10 °C y 13 °C, según la cota de altitud, y la evapotranspiración potencial, de 650 a 725 mm.

## Historia

### Prehistoria y Edad Antigua
Partiendo de estudios realizados por Javier Armendáriz Martija, el yacimiento arqueológico de El Castillo situado al norte de la actual población, fue una ciudad vascona de finales de la Edad de Bronce a la Edad de Hierro, que según escritos de historiadores romanos, habría que identificar como Curnonium
Esta debió de acabar sus días en el contexto de las guerras sertorianas, en el 72 a. C., ya que presenta un estrato de ceniza similar a que se aprecia en La Custodia (Viana), y otros yacimientos próximos. A sus pies debió surgir la nueva ciudad romana, que agrupó a las poblaciones destruidas por Sertorio.
Los restos arqueológicos que han ido apareciendo durante el último siglo, cada vez que se hacían obras en el subsuelo de la población, indican que bajo la actual Villa hubo una anterior de origen romano.

### Edad Media
Como muchos pueblos de la zona, Los Arcos surge de un pequeño barrio, Santa Olalla, y del castillo. Pero es en el siglo XI cuando se forma lo que hoy conocemos como villa. Acaeció cuando Sancho Garcés IV de Navarra, el de Peñalén, la repobló tras la batalla de Valdegón. En esta batalla, Guerra de los Tres Sanchos: de Castilla, de Navarra y de Aragón. Navarros y aragoneses de un lado, y castellanos de otro (año 1067), siendo derrotados estos últimos. El rey, agradecido, puso un arco tenso (Arcos) y mandó repoblar la villa. 
En 1274 la población sufre de nuevo los efectos de la guerra, quedando afectado su castillo tras el ataque de las tropas castellanas, capitaneadas por el primogénito Don Fernando de la Cerda. En 1283, en la convocatoria que hace la reina Blanca de las Cortes de Navarra, aparece como una de las buenas villas que es llamada, y desde entonces -salvo el periodo en que quedó incorporada a Castilla- tuvo asiento en Cortes.
Pasados los años, la zona vuelve a sufrir los avatares de la guerra, y esta vez para cambiar de pabellón. Navarra se divide entre agramonteses, partidarios de Juan II de Navarra, y beamonteses, partidarios de Carlos, Príncipe de Viana que cuenta con el apoyo de Castilla. Los Arcos se alía del lado de los agramonteses. El 7 de julio de 1463 los delegados del rey Enrique IV de Castilla requieren a los de la villa de Los Arcos homenaje y juramento de fidelidad como vasallos, tras perder la causa agramontesa por la que habían luchado.
Los Arcos, Fue incorporado a Castilla en 1463 por la sentencia arbitral que el rey Luis XI de Francia da a las diferencias entre Juan II de Navarra y Enrique IV de Castilla; la villa se sometió con la condición de seguir gozando de todos los fueros y privilegios, perteneciendo al reino castellano hasta 1753, año en que se reincorpora a Navarra. También fueron incorporados a Castilla las villas de Armañanzas, El Busto, Sansol y Torres del Río.

### Edad Moderna
En 1521, en el contexto del intento de reconquista de Navarra, la población de la villa resistió temporalmente al avance de las tropas franco-navarras, en el que finalmente resultó saqueada y derrotada, retrasando el asedio a Logroño tras recuperar nuevamente Navarra para el rey navarro Enrique II. Tras el error logístico que cometió André de Foix, asediando la ciudad castellana al otro lado del Ebro, únicamente consiguió que se reforzasen las tropas imperiales en Logroño. Tras la retirada del ejército navarro, recibió como agradecimiento del emperador castellano un mercado franco los miércoles de cada semana, a perpetuidad. 
En 1592, hizo noche Felipe II de España que ratificó los fueros que en 1571 había concedido a la villa. A su paso quedó la siguiente descripción de la villa: «La villa de Los Arcos, como se ha dicho, toca al reyno de Castilla y es de quatrocientos vezinos, poco más o menos, con otros quatro pueblos de su comarca y jurisdiction, que con una entrada están metidos en Navarra con sus límites. Está en tierra llana que se descubre de muy lexos y tiene un castillo y cercado viejo de veinte torres, que hermosean la villa, todas de tiempo antiguo, y tiene este castillo un alcayde. También tiene hermoso campanario con iglesia y portal, y es la comarca de mucho pan, vino, fruta, caça y pesca por no estar muy lexos de Ebro, y á la entrada passamos por muchas y buenas huertas».
De aquí al siglo XIX la villa de Los Arcos se dedica, con grandes frutos, al cultivo del vino, en buenas relaciones con Castilla y Navarra.
A finales del siglo XVIII, concretamente en 1753, Los Arcos se reincorporará a Navarra. Mantuvo algunos de sus privilegios, como el de la feria anual y mercado franco semanal, el privilegio de exportar libremente cereal a Castilla... Se le devolvió su asiento y voto en las Cortes de Navarra, pero con el noveno lugar en el orden de las Universidades.

### Edad Contemporánea
El 19 de diciembre de 1809, el coronel de las tropas napoleónicas Belloc, que había pernoctado en la villa con 800 hombres de infantería y caballería, se ve obligado a tomar los cerros a media legua de Los Arcos al ser acosados por las guerrillas. Serán los vecinos de Los Arcos quienes suban y suministren a los guerrilleros españoles pan, vino y aguardiente. No tardaron voluntarios del pueblo en unirse a la guerrilla en la lucha contra los franceses. Estas y otras refriegas llevaron al virrey de Navarra a manifestar que Los Arcos era uno de los pueblos más desobedientes y adversarios del emperador Napoleón; haciéndoselo saber al general en jefe de Aragón. El balance fue, de todas formas, desolador; de 104 voluntarios, 32 murieron en la Guerra de la Independencia. 
El 11 de octubre de 1833 tuvo lugar en las afueras de la localidad, cerca de la ermita de Santa Bárbara, el primer choque armado de la Primera Guerra Carlista entre el carlista Ladrón de Cegama y el isabelino Lorenzo.

## Demografía
Los Arcos cuenta con una población de 1191 habitantes (INE 2024).
| Gráfica de evolución demográfica de Los Arcos entre 1842 y 2021 |
| |
| Población de derecho según los censos de población del INE Población de hecho según los censos de población del INEEn estos censos se denominaba Losárcos: 1877, 1887, 1897, 1900, 1910 y 1920 |

## Economía
La población activa vive principalmente de la agricultura, si bien los trabajadores se encuentran muy repartidos entre el sector primario y el secundario: 35 % sector primario, 40 % sector secundario y 25 % en comercio y servicios.
La agricultura es la principal dedicación de sus habitantes. En ella se presentan características propiamente mediterráneas, como es el cultivo de la vid y el olivo. Tanto el trigo como la cebada y la vid se cultivan tanto en secano como en regadío. La cebada ocupa las mayores extensiones arada.
Otras representaciones industriales se desarrollan en el ramo textil, alimenticio Granja Avíco, maderero

## Administración y política
| Partido político                             | 2019  | 2019       | 2015  | 2015       | 2011  | 2011       | 2007  | 2007       |
| Partido político                             | Votos | Concejales | Votos | Concejales | Votos | Concejales | Votos | Concejales |
| Trabajando por Los Arcos (TPLA)              | 373   | 5          | —     | —          | —     | —          | —     | —          |
| Independientes por Los Arcos (ILA)           | 310   | 4          | 325   | 4          | —     | —          | —     | —          |
| Unión del Pueblo Navarro (UPN)               | —     | —          | 326   | 5          | 429   | 5          | 526   | 6          |
| Partido Socialista de Navarra (PSN-PSOE)     | —     | —          | 45    | 0          | 300   | 4          | —     | —          |
| Agrupación Independiente de Los Arcos (AILA) | —     | —          | —     | —          | —     | —          | 299   | 3          |

## Cultura

### Patrimonio

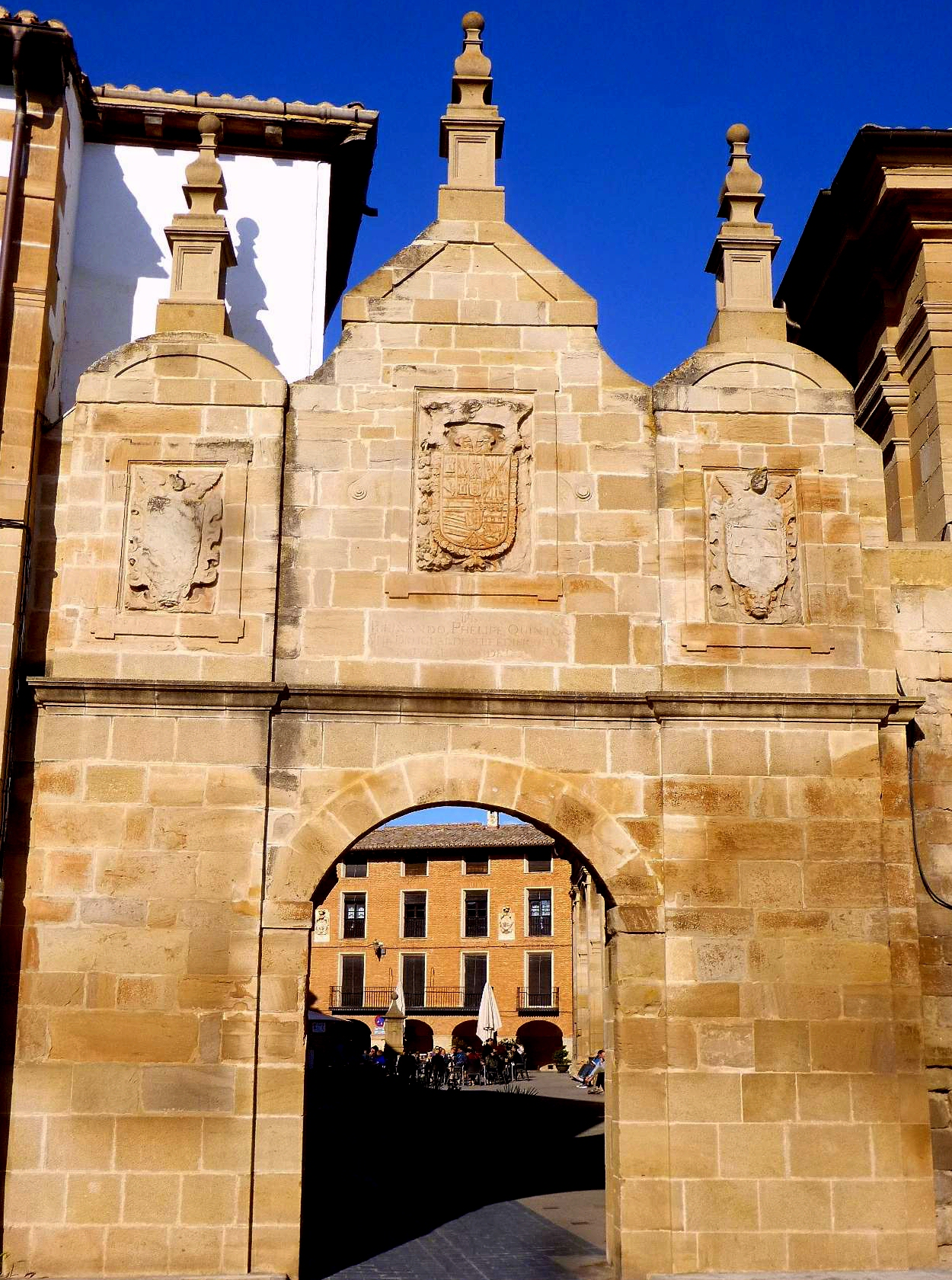
Portal de Castilla

#### Monumentos civiles
- Vestigios romanos y ruinas del castillo medieval, aún conservados.
- El Portal de Castilla, una obra del siglo XVII que luce las armas de Felipe V de España y da acceso a la plaza.
- La Calle Mayor, jalonada de casas blasonadas.

#### Casa de Cultura «Carmen Thyssen-Bornemisza»
Los Arcos cuenta con una Casa de Cultura, inaugurada en 2000 y bautizada con el nombre de la célebre coleccionista de arte Carmen Thyssen-Bornemisza, cuyos abuelos maternos vivieron en la localidad. La baronesa Thyssen acudió a la inauguración del centro.

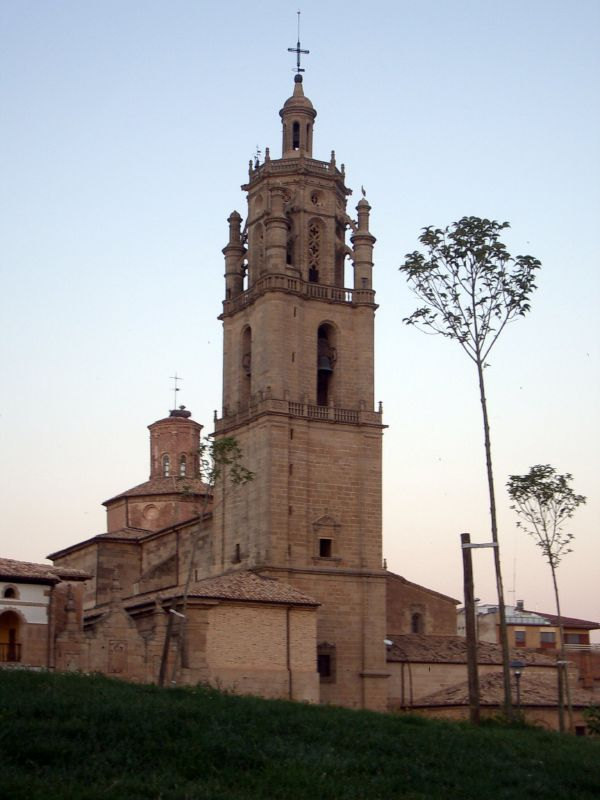
Iglesia de Santa María

#### Monumentos religiosos
La iglesia de Santa María
Remonta su origen al siglo XII, momento en que se erigió un templo de estilo románico, al que fueron añadiéndose, en el transcurso de los siglos posteriores, diversos elementos góticos, renacentistas, barrocos y neoclásicos. El conjunto resulta extraordinariamente variado. 
En cuanto a la estructura interior, la iglesia es de una sola nave, con capillas laterales que ocupan el espacio entre contrafuertes. En la fachada norte se alza la portada plateresca, obra de 1591, labrada como si de un retablo se tratase. El campanario, que reúne rasgos góticos y renacentistas, es también del siglo XVI. 
Adosado a la fachada sur del templo se encuentra el claustro del siglo XV, representativo del estilo gótico flamígero; las curvas de las tracerías de los arcos son de enorme delicadeza.

### Fiestas
- Fiestas patronales: Se celebran del 14 al 20 de agosto y entre los diversos actos y celebraciones destacan los encierros y las vaquillas. El 15 de agosto se realiza el primer encierro a las 18:00 h, luego hay dos días vaquillas por la noche de 00:30 a 01:30 y un encierro al mediodía de 13:30 a 14:15 y vaquillas a continuación. Cuando coincide en domingo salvo que sea 14 y 15 hay un encierro a las 08:00 h. para los madrugadores y vaquillas a las 09:00 h.

### Deporte
Fútbol
La localidad cuenta con el Club Deportivo Urantzia, que milita en categorías regionales.
Atletismo
Desde 2016 se celebra la Media Maratón Camino de Santiago Los Arcos-Viana.

## Localidades hermanadas
- Maurs, Francia

## Arqueños ilustres
- Francisco Javier Martínez de Morentín (1887-1949), político tradicionalista, miembro del Congreso de los Diputados de España por la provincia de Navarra durante las dos últimas de la Segunda República Española y procurador durante la primera legislatura de las Cortes Españolas.
- Ricardo García Villoslada, ingresó en la Compañía de Jesús en 1916, fue profesor de Historia de la Iglesia en la Universidad Pontificia de Salamanca (1940-1948) y en la Pontificia Universidad Gregoriana de Roma (1948-1975), historiador y poeta.